# カンディアーナ
カンディアーナ（伊: Candiana）は、イタリア共和国ヴェネト州パドヴァ県にある、人口約2,200人の基礎自治体（コムーネ）。

## 地理

### 位置・広がり

#### 隣接コムーネ
隣接するコムーネは以下の通り。
- アーニャ
- アッレ
- ボヴォレンタ
- コッレッツォラ
- ポンテロンゴ
- テッラッサ・パドヴァーナ

### 気候分類・地震分類
カンディアーナにおけるイタリアの気候分類 (it) および度日は、zona E, 2386 GGである。
また、イタリアの地震リスク階級 (it) では、zona 3 (sismicità bassa) に分類される。